# Freenet TV
freenet TV ist die hauptsächlich kostenpflichtige HDTV-Plattform von Media Broadcast für die Verbreitung von privaten Fernsehprogrammen über DVB-T2 HD in den jeweiligen DVB-T2-Empfangsgebieten in Deutschland. Sie versteht sich als Ergänzung zum kostenfreien DVB-T2-Angebot der öffentlich-rechtlichen Programme, die nicht Teil des freenet-Programmangebots sind. Die Aufschaltung der Privatsender in HD erfolgt dabei von Beginn an grundverschlüsselt. Weitere, unverschlüsselte Sender ergänzen das Angebot durch IPTV-Streams über freenet TV connect. Freenet TV ist eine Marke der Media Broadcast unter der Leitung von Alicia Hellpoldt.
Die Bezahlung des Dienstes erfolgt mit der freenet ID, die dem Empfänger oder CI+-Modul mitgegeben wird. Damit kann entweder über ein online bei freenet TV eingerichtetes Abonnement über Bankeinzug, oder nach Ablauf des Guthabens eine Prepaid-Karte bei Elektrofachgeschäften gekauft werden, die den Zugang zu den verschlüsselten Sendern für weitere 12 Monate ermöglicht. Außerdem kann im Online-Shop des Anbieters das Guthaben für die Freischaltung für einen anderen Zeitraum als 12 Monate gekauft werden.

## Informationen und Programmangebot
freenet TV bietet dabei dem Anwender Zugang zu den grundverschlüsselten Privatsendern in HD sowie zu freenet TV connect, dem Nachfolger der bisherigen Multithek. Zum Start der Plattform am 31. Mai 2016 wurden die Privatsender RTL HD, Sat.1 HD, ProSieben HD und Vox HD allen Nutzern von DVB-T2 zunächst ohne weitere Zusatzkosten zur Verfügung gestellt. Ende des ersten Quartals 2017 wurden bis zu 20 weitere kostenpflichtige Privatsender aufgeschaltet, welche drei Monate ohne weitere Zusatzkosten empfangbar waren. Seit Ende dieses Zeitraums ist ein Empfang dieser privaten Sender nur noch gegen Bezahlung (vorrangig kartenlos über Prepaid) möglich. Ab 1. Juli 2017 wird die Zugangsgebühr von jährlich 69 Euro fällig, und zwar für jedes Empfangsgerät, auch wenn mehrere Geräte im selben Haushalt stehen. Am 29. März 2017 endete die bisherige DVB-T-Verbreitung. Lediglich der NDR betrieb einen einmonatigen Rest-Mux in DVB-T-Norm.
Die öffentlich-rechtlichen Programme können über ein mit dem „DVB-T2 HD“-Logo gekennzeichnetes Empfangsgerät ohne zusätzliche Kosten frei über DVB-T2 HD empfangen werden und sind nicht Teil von freenet TV, da für sie die Übertragungskosten mit dem Rundfunkbeitrag abgedeckt sind. Auch DVB-T2-Empfänger ohne das Logo können üblicherweise die öffentlich-rechtlichen Sender über DVB-T2 HD empfangen, sofern sie HEVC unterstützen.
Der Start über Satellit erfolgte am 28. März 2018. Über DVB-S2 werden die Sender wie beim Mitbewerber HD+ in 1080i und H.264 ausgestrahlt. Wegen Erfolglosigkeit wurde die Vermarktung von freenet TV HD via Satellit ab 5. Februar 2020 eingestellt, und zum 31. Dezember 2020 abgeschaltet.

## Umstellung auf DVB-T2 und Folgen
Aufgrund des komplexen technischen Vorgangs war die Umstellung des Standards von DVB-T auf DVB-T2 mit einzelnen Problemen verbunden, da DVB-T2 nicht kompatibel mit dem Vorgänger DVB-T ist und bei älteren Fernsehern und Receivern ein Neugerät für den weiteren Empfang erforderlich ist. In einzelnen Fällen war auch ein Standortwechsel der Antenne erforderlich. Die Deutsche Telekom hat diese Situation genutzt, um mit „StartTV“ ein neues Einstiegsmodell für ausschließlich lineares Fernsehen als Streamingangebot innerhalb von Telekom Entertain zu vermarkten.

## Zertifizierung
Gerätehersteller müssen ihre Empfangsgeräte (Digitalreceiver, USB-Sticks) sowie die CI+-Module von freenet TV zertifizieren lassen, um gerätespezifische Entschlüsselungscodes zu erhalten. Jedes Gerät erhält dabei eine eigene freenet ID, die bei der Bezahlung des Dienstes angegeben werden muss, um die Freischaltung der verschlüsselten Programme auf dem jeweiligen Gerät durchzuführen. Außerdem werden dadurch nach Vorgaben der Privatsender verschiedene Einschränkungen sichergestellt, u. a. dass verschlüsselte Sendungen bei Geräten mit Aufzeichnungsfunktion (PVR) auch verschlüsselt abgespeichert werden. Aufgenommene Sendungen können somit nur von dem Gerät wiedergegeben werden, auf dem sie aufgenommen wurden, und es ist auch nicht möglich, solche Sendungen weiterzugeben oder auf anderen Geräten (z. B. PC) zu bearbeiten bzw. zu schneiden. PVR-Funktionen müssen für Privatsender von freenet TV freigeschaltet werden, bevor sie genutzt werden können. Aufnahmen an Fernsehern mit freenet TV-Modul sind überhaupt nicht möglich. Darüber hinaus verhindern zertifizierte Geräte das Überspringen von Werbeblöcken in aufgenommenen Sendungen, und es gibt weitere Einschränkungen für zeitversetzte Aufnahmen (Timeshift).

## Empfang

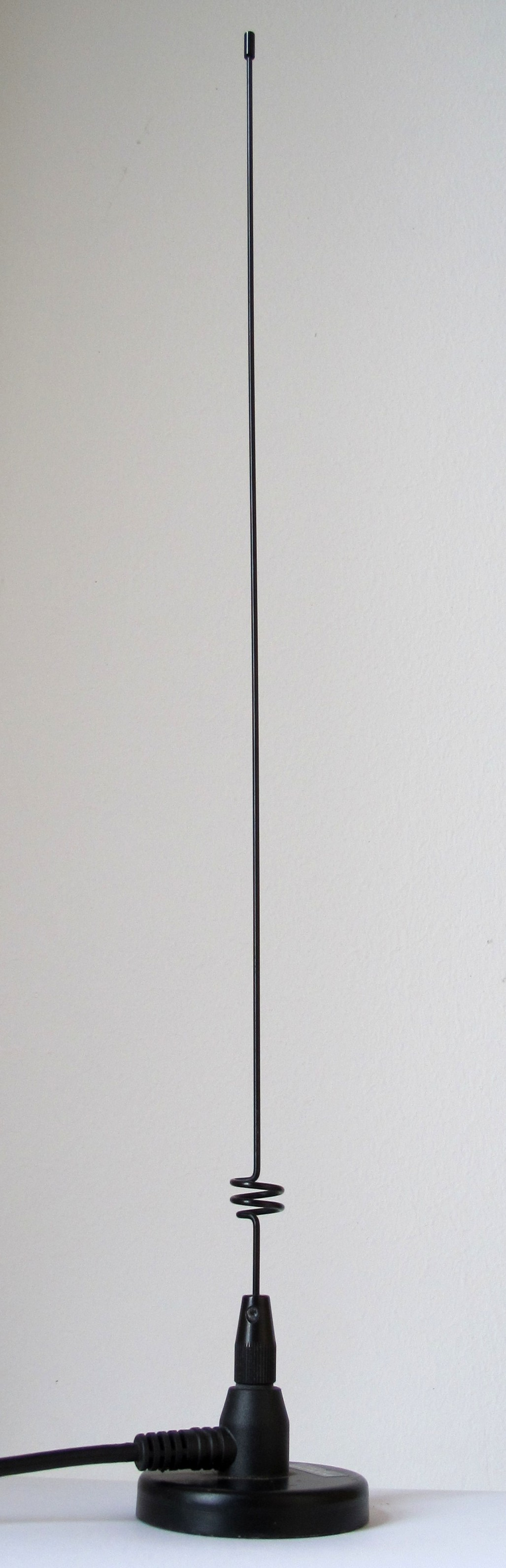
Passive Zimmerantenne für sendernahe Versorgungsgebiete

### Verfügbarkeit
freenet TV ist für 62,5 Mio. Menschen, d. h. für ca. 75 % der Bevölkerung in Deutschland empfangbar, während im restlichen Teil – meistens dünn besiedelte Gebiete – nur die öffentlich-rechtlichen Sender ausgestrahlt werden.

### Voraussetzungen
In den Ballungsräumen sind die Programme meistens über eine Zimmerantenne empfangbar, während im städtischen Umland mindestens eine aktive Zimmer- oder passive Außenantenne für den Empfang nötig ist. Wer die freenet TV-Sender in den restlichen Gebieten außerhalb des freenet TV-Empfangs empfangen möchte, kann eine DVB-T2-Dachantenne verwenden.
Der Empfang ohne freenet TV-zertifizierte Hardware beschränkt sich auf wenige, nicht grundverschlüsselte Sender wie z. B. Bibel TV, oder die Shoppingprogramme.

### Verbreitung
Eine Liste der Sender und Kanäle ist im Artikel DVB-T2 HD#Sender und Frequenzliste verfügbar.

### Programmangebot
Kostenpflichtig verschlüsselt in 1080p senden (FullHD, von 1080i hochskaliert), mit der Ausnahme VOXup HD, die in 720p senden:
|                   | Disney Channel HD                                           |
|                   | DMAX HD                                                     |
|                   | Eurosport 1 HD                                              |
|                   | Kabel Eins HD                                               |
|                   | n-tv HD                                                     |
|                   | Nickelodeon HD Comedy Central +1 HD (von 20:15 - 01:00 Uhr) |
|                   | Nitro HD                                                    |
|                   | ProSieben HD                                                |
|                   | ProSieben Maxx HD                                           |
|                   | RTL HD                                                      |
|                   | RTLup HD                                                    |
|                   | RTL Zwei HD                                                 |
|                   | Sat.1 HD                                                    |
|                   | Sat.1 Gold HD                                               |
|                   | Sixx HD                                                     |
|                   | Sport1 HD                                                   |
|                   | Super RTL HD                                                |
|                   | VOX HD                                                      |
|                   | VOXup HD                                                    |
|                   | Welt HD                                                     |
| Stand: April 2024 |                                                             |

Damit fehlen gegenüber HD+ (Satellit) Tele 5 HD, Deluxe Music HD, MTV HD, Kabel Eins Doku HD und TLC HD. Außerdem fehlt der englischsprachige Sender Insight. Diese sind aber über den Dienst Freenet TV connect in der Kanalliste verfügbar und werden via Stream übertragen (Smart TV und Connected Receiver). Im Gegenzug ist der Sender Nickelodeon HD nicht in HD+ enthalten und daher über Satellit nur in SD empfangbar.
Die RTL-Group-Sender liegen auf einem Kanal, darunter der Aktivierungsstream auf RTL HD, die ProSiebenSat.1-Sender mit Sport1 auf einem zweiten und alle anderen auf einem dritten Kanal, darunter das System Software Update für DVB-Receiver (Feed-ID: „SSU“).
Unverschlüsselt in SD und derselben technischen Norm DVB-T2 mit H.265/HEVC-Codec senden („qHD“ genannt, von „quarter“, d. h. ¼ HD-Auflösung, 540p, entspricht etwa der herkömmlichen SD-Auflösung):
|                       | 123tv    |
|                       | Bibel TV |
|                       | HSE      |
|                       | QVC      |
|                       | QVC Zwei |
| Stand: September 2022 |          |

## Freenet TV connect

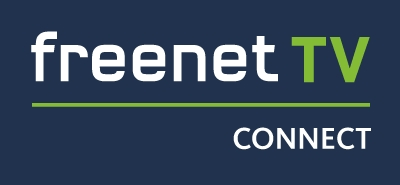
Logo von Freenet TV connect

Freenet TV connect ist eine HbbTV-Plattform von Media Broadcast, welche ebenso über DVB-T2 HD ausgestrahlt wird. Sie wird über den ZDF-Mux zugänglich gemacht, doch die Ausstrahlung geschieht über HbbTV. Um diese Plattform nutzen zu können, ist ein freenet TV connect-fähiger Fernseher (Smart-TV) oder Receiver, sowie eine bestehende Internetverbindung notwendig. Damit können weitere Sender wie z. B. MTV oder ganztägig Comedy Central empfangen werden, aber auch Mediatheken der öffentlich-rechtlichen Sender sind abrufbar. Darüber hinaus gibt es das Freenet TV connect Portal, womit z. B. Nachrichten und das Wetter sowie auch die Mediatheken der Fernsehsender abgerufen werden kann.